# 2895 Memnon
2895 Memnon eller 1981 AE1 är en trojansk asteroid i Jupiters lagrangepunkt L5. Den upptäcktes 10 januari 1981 av den amerikanske astronomen Norman G. Thomas vid Anderson Mesa Station. Den har fått sitt namn efter den Etiopiske kungen Memnon.
Asteroiden har en diameter på ungefär 56 kilometer.